# La Marque infâme
Pour plus de détails, voir Fiche technique et Distribution.
La Marque infâme (Half a Chance) est un film américain de Robert Thornby, sorti en 1920.

## Synopsis
Burke, en route pour la prison pour un meurtre qu'il n'a pas commis, arrive à s'évader et trouve un travail sur un bateau dans la salle des machines. Sur ce bateau, voyagent également le juge Wray, qui l'a condamné, Jocelyn, sa fille âgée de 10 ans, et Jack Ronsdale, qui le reconnaît à cause d'un tatouage. Burke est alors mis aux fers mais s'échappe lors d'une tempête. Au cours de son évasion, il sauve la vie de Jocelyn, qui était passée par-dessus bord. Ronsdale le rejette à l'eau et le croit noyé. Burke, qui a réussi à nager jusqu'à une île voisine, y découvre des livres de droit épargnés par la tempête et commence à les étudier.
Dix ans plus tard, il réapparaît à San Francisco sous le nom de John Steele, avocat pénaliste. Il y retrouve Jocelyn, et ils tombent amoureux. Ronsdale réapparaît aussi et, le reconnaissant encore, charge un détective, Jim Gillett, de le suivre. Steele parvient à semer Gillett et retrouve Tom Rogers, un témoin qui peut l'innocenter du crime pour lequel il a été condamné, et qui de plus désigne Ronsdale comme le vrai coupable. Jocelyn et lui peuvent désormais vivre leur amour tranquillement. 

## Fiche technique
- Titre : La Marque infâme
- Titre original : Half a Chance
- Réalisation : Robert Thornby

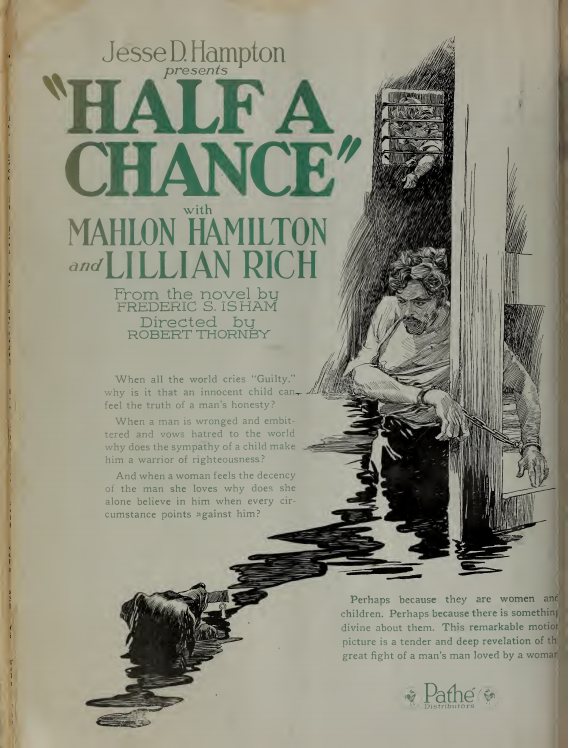
Publicité parue dans Film Daily

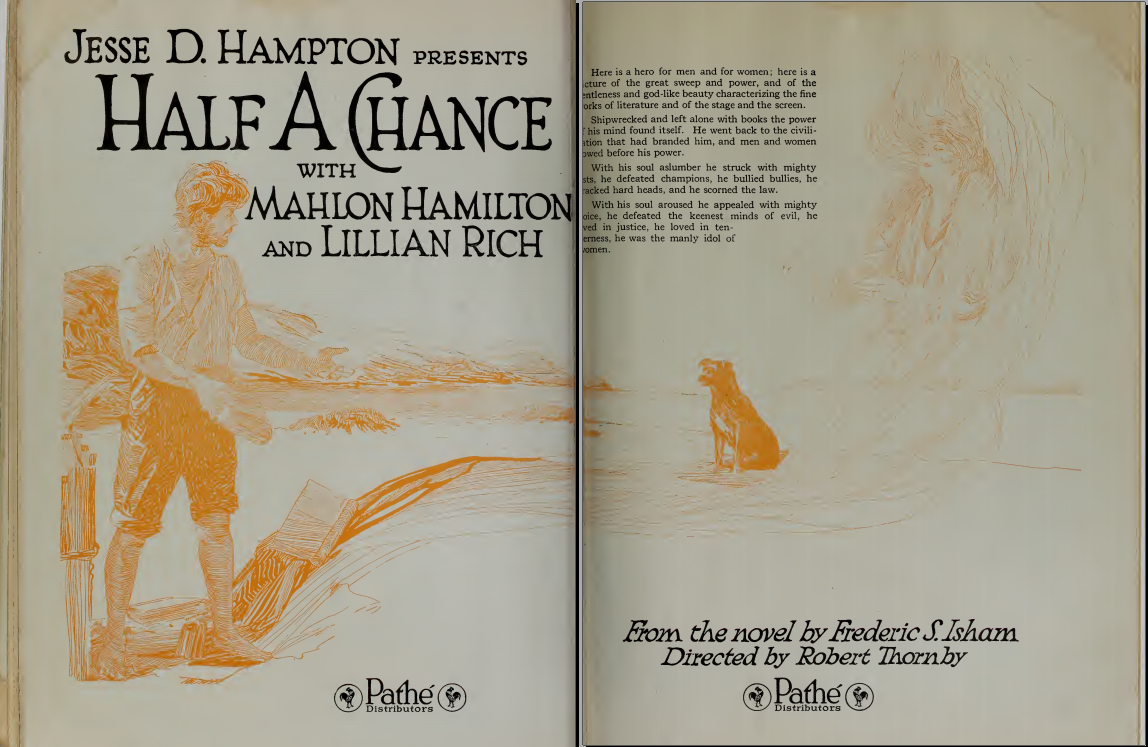
Publicité parue dans Film Daily

- Scénario : Fred Myton, d'après le roman Half a Chance de Frederic Stewart Isham
- Photographie : Lucien Andriot, Victor Milner
- Production : Jesse D. Hampton
- Société de production : Jesse D. Hampton Productions
- Société de distribution :  Pathé Exchange ;  Pathé Consortium Cinéma
- Pays de production :  États-Unis
- Langue originale : anglais
- Format : noir et blanc — 35 mm — 1,33:1 — Muet
- Genre : drame
- Durée : 2030 mètres
- Dates de sortie : 
  - États-Unis : 24 octobre 1920
  - France : 2 juin 1922

## Distribution
- Mahlon Hamilton : Burke, alias John Steele
- Mary McAllister : Jocelyn Wray, à 10 ans
- Lillian Rich : Jocelyn Wray, à 20 ans
- Sidney Ainsworth : Jack Ronsdale
- Tom Maguire : Juge Wray
- Wilton Taylor : Jim Gillett
- John Gough : « Snowbird » Joe
- William Lion West : Tom Rogers
- Josephine Crowell : la mère de Rogers